# Косовая
Косовая — деревня в Зарайском районе Московской области в составе муниципального образования сельское поселение Струпненское (до 29 ноября 2006 года входила в состав Алферьевского сельского округа).

## Население
| 2002 | 2006 | 2010 |
| ---- | ---- | ---- |
| 15   | ↘10  | ↗15  |

## География
Косовая расположена в 18 км на юго-запад от Зарайска, на малой реке Бехе бассейна реки Осётр, высота центра деревни над уровнем моря — 158 м.

## История
Косовая впервые в исторических документах упоминается в писцовых книгах 1594 года. В Косовой с XVI века до 1807 года существовала деревянная церковь св. Параскевы. В 1790 году в деревне числилось 47 дворов и 257 жителей, в 1858 году — 65 дворов и 265 жителей, в 1884 году — 351 житель, в 1906 году — 62 двора и 270 жителей. В 1929 году был образован колхоз «Наш путь», с 1950 года — в составе колхоза «Труженик», с 1968 года — в составе совхоза им. маршала К. А. Мерецкова.